# Pak Jongmi
Pak Jongmi (hangul: 박영미, RR: Bak Yeong-mi; 1991. július 8. –) észak-koreai szabadfogású női birkózó. A 2019-es birkózó-világbajnokságon aranyérmet nyert az 53 kg-os súlycsoportban, szabadfogásban. 2019-ben, 2018-ban és 2013-ban az Ázsia Bajnokságon aranyérmes lett 53 és 48-kg-os súlycsoportban.

## Sportpályafutása
A 2019-es birkózó-világbajnokságon az 53 kg-os súlycsoport döntőjében a japán Mukaida Maju volt az ellenfele. A mérkőzést megnyerte 12–1-re.